# Kontor de Londres

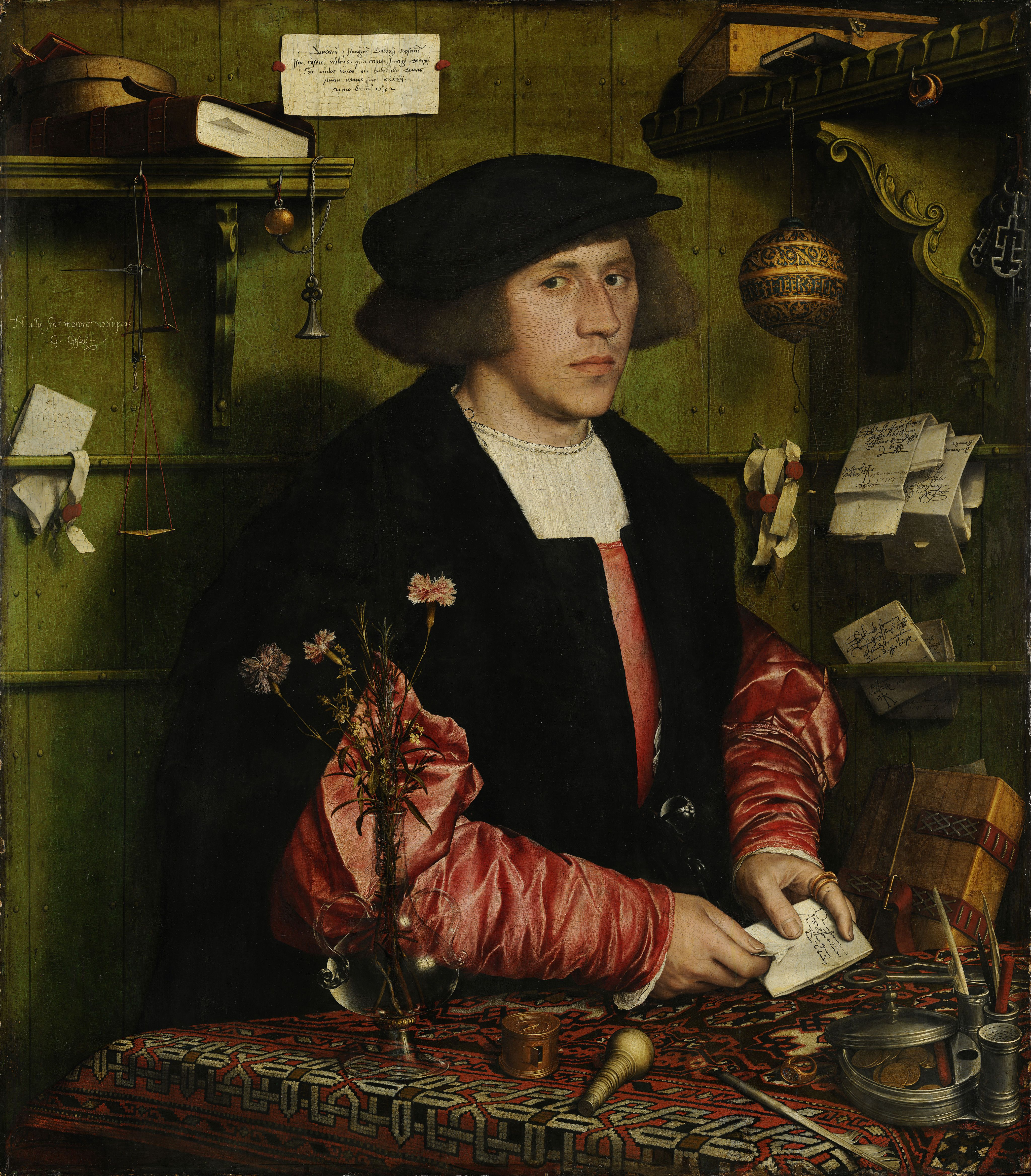
Portrait par Hans Holbein le Jeune de Georg Giese de Danzig, marchand allemand de 34 ans au comptoir londonien de la Hanse (le Steelyard).

Le kontor de Londres, appelé aussi Steelyard (de l'allemand Stalhof, balance romaine, steelyard en anglais) était au Moyen Âge le comptoir principal de la ligue hanséatique à Londres.
Il était situé sur la rive nord de la Tamise à proximité de la rivière Walbrook (aujourd'hui entièrement souterraine). De nos jours, le site est recouvert par la station de métro Cannon street, où le passage Steelyard rappelle le passé du site. Le kontor était composé d'entrepôts le long de la rivière, d'une église, d'un quartier résidentiel et de bureaux de commerce. En 1988, au cours de travaux de rénovation de la station de métro, des vestiges du kontor ont été mis au jour par des archéologues.